# 萧民 (1927年)
萧民 肖民（1927年—2022年）原名爱民，男，山东单县人，中国作曲家，曾任中国音乐家协会理事，中国音乐家协会广东分会副主席。